# El hogar que nos negamos
El hogar que nos negamos era una telenovela argentina producida y dirigida por Canal 13 en 1964. Fue protagonizada por Beatriz Taibo y Atilio Marinelli. Además contó con las participaciones de los actores María Luisa Robledo, Alfonso de Grazia y Maurice Jouvet.
La telenovela fue presentada en el espacio Teleteatro Palmolive del Aire.

## Elenco
- Beatriz Taibo - Margarita
- Atilio Marinelli - Edgardo
- María Luisa Robledo
- Maurice Jouvet
- Alfonso de Grazia
- Carlos Olivieri
- Ubaldo Martínez
- José Marrone
- Perla Santalla
- Alicia Berdaxagar
- Rodolfo Ranni
- Cristina Gaymar
- Guillermo Bredeston
- Jorge Rivera López
- Graciela Ibarreta

## Equipo de producción
- Historia: Alberto Migré
- Adaptación y libretos: Alberto Migré
- Escenografía: Antón
- Dirección: María Herminia Avellaneda